# Empis optiva
Empis optiva är en tvåvingeart som beskrevs av Collin 1941. Empis optiva ingår i släktet Empis och familjen dansflugor. Inga underarter finns listade i Catalogue of Life.